# TV Globo Rio de Janeiro
TV Globo Rio de Janeiro (conhecida também como Globo Rio) é uma emissora de televisão brasileira sediada no Rio de Janeiro, capital do estado homônimo. Opera no canal 4 (29 UHF digital) e é a cabeça de rede da TV Globo. Pertence ao Grupo Globo, sendo cogeradora da rede juntamente com a TV Globo São Paulo, e sua área de cobertura abrange o Grande Rio de Janeiro. A emissora mantém estúdios de produção de jornalismo no Jardim Botânico, além do departamento de esportes (compartilhado com o SporTV) na sede de suas operações de televisão por assinatura na Barra da Tijuca. Seus transmissores ficam no alto do Morro do Sumaré, e em Curicica ficam os Estúdios Globo, responsáveis pela produção de parte dos programas da rede.

## História

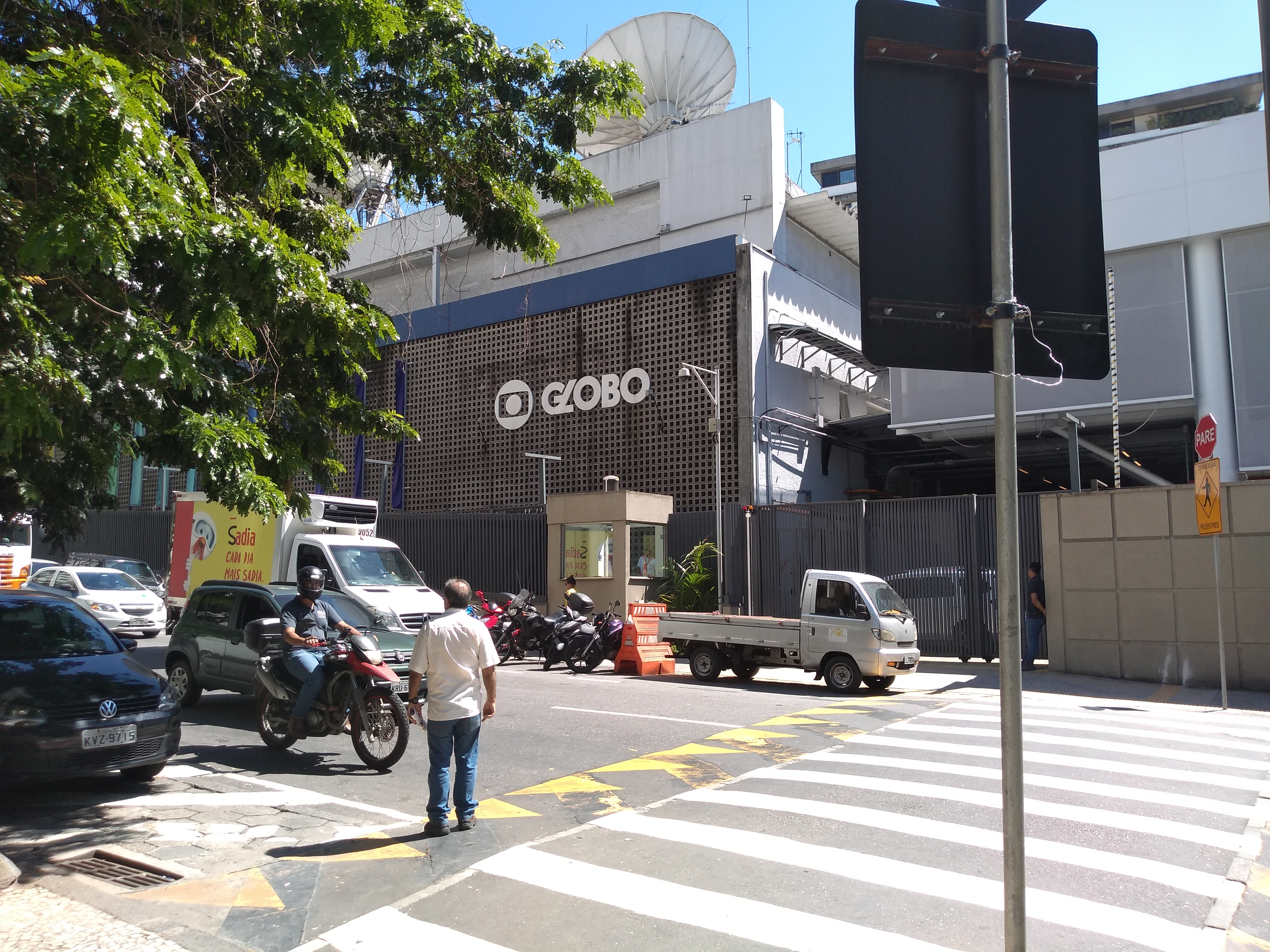
Sede da emissora no Rio de Janeiro

Em julho de 1957, o presidente da república Juscelino Kubitschek aprovou concessão de TV para a Rádio Globo e, em 30 de dezembro do mesmo ano, o Conselho Nacional de Telecomunicações (hoje Anatel) publicou decreto concedendo o canal 4 do Rio de Janeiro à TV Globo Ltda. Daí até 1965, a Rádio Globo se organizou para a inauguração da TV Globo.
Em 26 de abril de 1965, às 10h30, foi executado o Hino Nacional. Logo após, o presidente das Organizações Globo, Roberto Marinho, apresentou a nova emissora aos telespectadores da cidade do Rio de Janeiro e do Estado da Guanabara e o cardeal arcebispo Dom Jaime de Barros Câmara benzeu os estúdios da emissora. Às 11h, foi exibido o programa Úni Dúni Tê, com Tia Fernanda e ao meio-dia, os desenhos animados O Gato Félix, Wally Gator, Tartaruga Touché e Dum Dum, Jambo & Ruivão e Hércules.
Às 17h, estreou o programa Clube do Capitão Furacão, apresentado por Pietro Mário Bongiancchini, então com 26 anos, onde, além de histórias contadas por Pietro, havia brincadeiras, jogos e a estreia das séries Superman e Os Três Patetas e também os desenhos animados Magilla Gorilla e Bacamarte & Chumbinho.
Também, naquele primeiro dia de funcionamento, a TV Globo estreava às 19h o seu primeiro trabalho de teledramaturgia, Rua da Matriz, que trazia a novidade de apresentar histórias completas em cinco capítulos, exibidos de segunda a sexta, com um elenco até então desconhecido do público de televisão, entre outros Lafayette Galvão, Iracema de Alencar, Milton Gonçalves e a direção de Graça Mello e Moysés Weltman. Mais tarde, às 22h, a TV Globo do Rio de Janeiro estreou também sua primeira novela, Ilusões Perdidas, com direção de Líbero Miguel e Sérgio Britto, com um elenco atuando pela primeira vez em televisão: Reginaldo Farias, Leila Diniz, Miriam Pires, Osmar Prado e ainda as participações de Norma Blum e Zilka Salaberry contratadas da TV Tupi Rio de Janeiro, onde participavam do Teatrinho Trol aos domingos à tarde.
Naquela primeira semana, também estrearam programas musicais com Darlene Glória e a dupla Cyl Farney e Dick Farney; o programa humorístico TNT, com Betty Faria e Márcia de Windsor; A Caça ao Tesouro, apresentado por Walter Forster, em que os convidados tinham que descobrir numa maquete do Rio de Janeiro aonde a produção havia escondido o baú com o tesouro, através de dicas sobre aquele determinado local; Quem é quem? apresentado por Célia Biar, quando os convidados tinham que descobrir entre os três participantes qual falava a verdade em relação a ter uma determinada profissão, e TV Ó canal zero e TV 1 canal meio, com Agildo Ribeiro e Paulo Silvino, todos oriundos do cinema, sem terem feito nenhum trabalho até então para a televisão, e Câmera Indiscreta, esse último uma versão nacional adaptada do original americano com direção de Mauro Salles, Maurício Dantas e Roberto Farias, exibido às quartas, às 19h15, apresentado por Renato Consorte e o "cara de pau" jornalista e humorista José Martins de Araújo Jr., e um noticiário apresentado por Hilton Gomes, o Tele Globo, embrião do Jornal Nacional.
Aos domingos à tarde, a Globo estreou já na primeira semana os desenhos animados Jonny Quest e o desenho inglês de animação feito com bonecos de marionetes Thunderbirds, ambos conseguiram grande sucesso entre as crianças na época. A TV Globo também exibia o programa Show da Noite, apresentado pelo autor de teatro Gláucio Gil, que faleceu diante das câmeras em seu programa do dia 13 de agosto de 1965, dez minutos depois da introdução, quando proferiu o texto: "Hoje é sexta-feira, 13 de agosto. Dia aziago. Mas até agora vai tudo caminhando bem, felizmente". Esse episódio deu à emissora a fama de macabra na mídia da época.
Essa primeira fase da Globo também foi a responsável pelo lançamento no Brasil de séries americanas como: A Feiticeira, A Família Buscapé, Os Monstros, A Ilha dos Birutas, As Viagens de Jaimie, Mister Ed, Ben Casey, Jeannie é um Gênio e Batman. A Globo também incluiu nessa época as sessões de longa-metragem apresentadas por atores famosos, como o Romance na Tarde, apresentado por Norma Blum, a Sessão das Dez, apresentada por Célia Biar, e mais tarde, em 1967, a Sessão da Meia Noite, apresentada por Augusto César Vanucci.
Outro programa exibido em primeira mão nessa primeira fase da emissora foi a série produzida em filme pela Herbert Richers em sociedade com o jornal O Globo, 22-2000 Cidade Aberta, trazendo Jardel Filho no papel de um repórter que ajudava a polícia a resolver casos complicados, personagem esse tirado do filme Paraíba, Vida e Morte de um Bandido.
Outra novidade trazida ao país pela TV Globo Rio de Janeiro, foi ser a primeira emissora a inaugurar com uma aparelhagem totalmente nova, de última geração na época, quando todas as outras funcionavam com aparelhos velhos de segunda mão, já sucateado por empresas americanas. Além disso, trouxe para o país as primeiras câmeras "gruas" que na época eram utilizadas no auditório da emissora e faziam movimentos em pleno ar, presas por uma sanfona as paredes, sob uma plataforma onde os operadores ficavam sentados e também as câmeras de externa portáteis, que funcionavam no ombro do operador, apelidadas no Brasil de "globetes".
Os estúdios da TV Globo Rio de Janeiro eram também novidade, situado na época na Rua Von Martius, 22 no bairro do Jardim Botânico, onde funcionava toda a emissora em um prédio de três andares e cerca de 9.000 m². Na época, foi uma das primeiras emissoras de televisão do país a funcionar em uma estrutura especialmente construída para esta função, sendo que a maioria das outras emissoras do país funcionavam em prédios velhos, que haviam pertencido à emissoras de rádio, cassinos ou antigos teatros. A TV Globo Rio de Janeiro tinha inicialmente apenas 200 funcionários e era dirigida por Rubens Amaral, ex-diretor da Voz da América.
Em janeiro de 1966, o Rio sofreu uma das suas piores enchentes. Mais de cem pessoas morreram e vinte mil ficaram desabrigadas. A TV Globo fez a cobertura das consequências da enchente e veiculou informações para a população, participando, pela primeira vez, de campanha comunitária, centralizando a coleta de donativos em um dos seus estúdios. Na época o sistema de transmissão era preto e branco.
Ainda em 1966, a TV Globo Rio de Janeiro exibiu seu primeiro sucesso em dramaturgia, O Sheik de Agadir, uma telenovela de Glória Magadan com direção de Henrique Martins e Régis Cardoso; trazendo no elenco Henrique Martins, Yoná Magalhães, Amilton Fernandes, Leila Diniz, Márcia de Windsor, Marieta Severo, Emiliano Queiroz, Yara Lins, Cláudio Marzo e outros. Em 1967, a telenovela O Homem Proibido fez tanto sucesso no Rio de Janeiro, que uma frase usada pelo personagem principal, o rebelde Demian, vivido por Carlos Alberto (ator), para marcar os lugares onde ele passava e executava sua vingança contra o vizir usurpador, vivido por Mário Lago, Demian Esteve Aqui acabou fazendo parte de pichações e sendo também motivo de brincadeira por vários cariocas.
Em 1967, a TV Globo Rio de Janeiro também conseguiu se consagrar com mais dois sucessos em teledramaturgia: A Rainha Louca, com Nathália Timberg e Rubens de Falco nos papéis principais e Anastácia, a Mulher sem Destino, adaptação de Emiliano Queiroz, que foi substituído nos últimos capítulos por Janete Clair e Dias Gomes, que estreavam como escritores para a televisão.
Em 1968, a dupla Janete Clair e Dias Gomes adaptaram o romance Sangue e Areia, marcando a estreia na TV Globo Rio de Janeiro de Tarcísio Meira e Glória Menezes, e do diretor Daniel Filho. A telenovela também foi um grande sucesso na época.
Em 1970, a TV Globo Rio de Janeiro produziu e exibiu a telenovela Irmãos Coragem, repetindo Janete Clair como escritora, e protagonizada por Tarcísio Meira e Glória Menezes, com a direção de Daniel Filho e a assistência de Milton Gonçalves, que acabou sendo o primeiro sucesso em âmbito nacional da emissora, consagrando-a nesse estilo de produção televisiva. Em 1971, a produção de programas de auditório foi deslocada para o Teatro Fênix, após um incêndio no estúdio A do prédio, onde funcionava o Teatro Globo.
Em 1976, foi inaugurado o prédio administrativo da TV Globo na Rua Lopes Quintas, 303, que se liga pelos fundos com o antigo prédio. Esse edifício ganhou o apelido de Vênus Platinada, nome que se estendeu à emissora. Em 1995, a produção de teledramaturgia (que se dividia entre os estúdios do Jardim Botânico e estúdios alugados) foi transferida para os primeiros quatro estúdios de 1.000 m², inaugurados em Jacarepaguá, no espaço conhecido como Projac (renomeado para Estúdios Globo em 2016). Com isso, os estúdios do Jardim Botânico passaram a abrigar apenas os programas da Central Globo de Jornalismo que funcionam lá até hoje, assim como a geradora da rede e do canal por assinatura GloboNews.
Algum tempo depois, o Teatro Fênix foi desativado e os programas da linha de shows também foram transferidos para Jacarepaguá, onde foram inaugurados mais dois estúdios de 1.000 m² para a linha de shows e, posteriormente, mais quatro de 560 m², para a produção de programas menores. Atualmente, a TV Globo no Rio de Janeiro se divide entre os estúdios destinados ao jornalismo no Jardim Botânico, na zona sul, e um complexo de dez estúdios da Central Globo de Produção nos Estúdios Globo, situados no bairro de Curicica, distrito de Jacarepaguá, na zona oeste.

## Sinal digital
| Canal virtual | Canal digital | Resolução de tela | Programação                                              |
| ------------- | ------------- | ----------------- | -------------------------------------------------------- |
| 4.1           | 29 UHF        | 1080i             | Programação principal da TV Globo Rio de Janeiro / Globo |

A emissora iniciou suas transmissões digitais em 16 de junho de 2008, através do canal 29 UHF para o Rio de Janeiro e áreas próximas. À exemplo da rede, em 2 de dezembro de 2013, os seus telejornais passaram a ser produzidos em alta definição.

### Transição para o sinal digital
Com base no decreto federal de transição das emissoras de TV brasileiras do sinal analógico para o digital, a TV Globo Rio de Janeiro, bem como as outras emissoras da cidade do Rio de Janeiro, cessou suas transmissões pelo canal 4 VHF em 22 de novembro de 2017, seguindo o cronograma oficial da ANATEL. Assim como na TV Globo Minas, que encerrou as transmissões no mesmo dia, a emissora gerou localmente a transmissão da final da Copa Libertadores da América entre Grêmio x Lanús, narrada por Luís Roberto. Durante o intervalo do Profissão Repórter, foi exibido um boletim ao vivo, que mostrou o sinal analógico sendo interrompido no controle mestre da emissora às 23h59, quando entrou o slide do MCTIC e da ANATEL sobre o switch-off.

## Programas

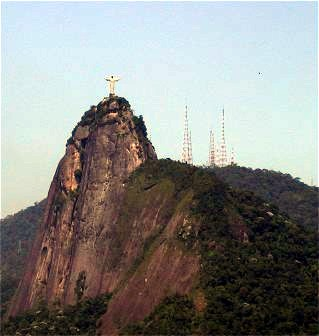
À direita do Corcovado, o Morro do Sumaré, onde está localizada a torre de transmissão da TV Globo Rio de Janeiro e das demais emissoras cariocas.

A TV Globo Rio de Janeiro é a cabeça de rede da TV Globo, e é responsável pela geração da sua grade de programação, juntamente com a TV Globo São Paulo. Os programas gerados pela emissora se dividem em duas áreas da cidade: os demais programas de jornalismo são produzidos nos estúdios do Jardim Botânico, na sede da emissora, enquanto os programas de entretenimento e teledramaturgia são feitos nos Estúdios Globo, em Jacarepaguá. Além disso, gera programas para os telespectadores que moram no estado do Rio de Janeiro, além de ter gerado programas especificamente para telespectadores do país inteiro que recebiam o sinal nacional da TV Globo via antena parabólica analógica até este ter sido desligado em 2024.

## Prêmios
| Premiação                                  | Ano  | Obra            | Autor                   | Resultado | Ref.   |
| ------------------------------------------ | ---- | --------------- | ----------------------- | --------- | ------ |
| Prêmio Vladimir Herzog de Reportagem de TV | 2014 | "Caso Amarildo" | Monica Marques e equipe | Venceu    | [ 15 ] |